# 霊園
霊園（れいえん）とは、日本において広い敷地内に公園的要素を取り入れながら、宗教や宗派に関係なく利用を可能とした墓地の呼称。歴史的には1935年（昭和10年）7月に東京都立八柱霊園が開設された際に、欧米の森林墓地が参考とされ、緑豊かな空間を有する墓地の呼称として都が初めて用いたとされる。ただし、より広い意味を指す場合もあり、例えば宇都宮市墓園条例では霊園と墓地を合わせて「墓園」とし、「霊園」を「埋蔵場所及びこれに附属する斎場、納骨堂その他の施設の総体をいう。」としている。なお、都市計画法に規定されている都市施設の名称としては「墓園」を用いている。

## 霊園の形態
墓地や霊園は経営体によって以下のように分けられる。
- 民間霊園 - 公益法人や宗教法人が経営主体となっており、開発主体や運営（管理）主体は公益法人または民間企業である[1]。
- 公営霊園 - 地方公共団体が経営主体となっており、開発主体や運営（管理）主体は地方公共団体または民間企業である[1]。
- 寺院墓地 - 主に経営主体、開発主体、運営（管理）主体が宗教法人となっているもの[1]。
- 共同墓地 - 主に経営主体、開発主体、運営（管理）主体が地域の共同体となっているもの[1]。

## 霊園の施設
霊園内で個々に墓として使用することが許可された部分を「墓所」という。募集期間を定めて抽選で利用者を決めることが多い。これに対して墓所以外の園路や広場、緑地等を共用部分という。なお、屋内にある霊園を屋内霊園という。

## 主な霊園
- 青山霊園 - 東京都港区南青山二丁目にある都立霊園。旧称は青山墓地。
  - 青山葬儀所
- 谷中霊園 - 東京都台東区谷中七丁目にある都立霊園。旧称は谷中墓地。
- 多磨霊園 - 東京都府中市および小金井市をまたいだ場所にある都立霊園。日本初の公園墓地。
- 小平霊園 - 東京都小平市、東村山市および東久留米市に所在する都立霊園。
- 雑司ヶ谷霊園 - 東京都豊島区南池袋四丁目にある都立霊園。
- 染井霊園 - 東京都豊島区駒込にある都立霊園。旧称の染井墓地でも呼ばれる。
- 公営稲城・府中メモリアルパーク - 東京都稲城市にある公営霊園。稲城・府中墓苑組合が運営。
- 佼成霊園 - 東京都東大和市桜が丘四丁目にある立正佼成会管轄の霊園。
- 西東京バス上川霊園 - 西東京バスは京王グループに属するが本業のバス事業の他に、八王子市上川町で霊園運営も行っている。
- 緑ヶ丘霊園 - 神奈川県川崎市高津区下作延および上作延にある、計画面積約59.0haの墓園（都市公園）。
- 冨士霊園 - 静岡県駿東郡小山町にある公園墓地（霊園）。三菱地所グループが運営し、日本さくら名所100選や2014年度グッドデザイン賞を受賞するなど高いデザイン性で知られる。
- 築地本願寺西多摩霊園 - 東京都あきる野市に所在する都内最大の民営公園墓地。
- 狭山湖畔霊園 - 埼玉県所沢市にある霊園。公益財団法人霊園普及会の運営で、埼玉県では他に入間市にもある。兵庫、大阪、和歌山にもメモリアルパークの名で霊園を運営。
- 東京都立八柱霊園 - 千葉県松戸市田中新田にある都立霊園。
- 市川市霊園 - 千葉県市川市にある墓地。所管は市川市斎場霊園管理課。緑が溢れる霊園。
- 船橋市立馬込霊園 - 千葉県船橋市にある市営墓地。
- 習志野霊園 - 千葉県船橋市習志野にある霊園。同霊園は旧陸軍墓地であり、戦後は習志野開拓入植者用の墓地として優先的に使用されてきたという歴史がある。
- 木更津市営霊園 - 千葉県木更津市にある墓地。所管は木更津市環境部生活環境課。霊園全体を囲むように桜が植えられ、春には露店が並ぶ花見処として知られる。
- 牛久浄苑 - 茨城県牛久市久野町にある公園墓地（霊園）。青銅製立像として世界最大の牛久大仏・小動物公園・花畑・本廟等が併設された複合型大規模霊園。
- 里塚霊園 - 北海道札幌市清田区里塚468番地外に所在する霊園。札幌市が運営。
- 真駒内滝野霊園 - 北海道札幌市南区滝野2番地に所在する霊園。所管は公益社団法人ふる里公苑で、札幌市内最大級の広さをもつ霊園。
- 手稲平和霊園 - 札幌市が管理する墓地。西区平和387番地に位置し、市中心部から約13kmの琴似発寒川上流に接する山間の台地にある。
- 平岸霊園 - 北海道札幌市豊平区平岸に所在する霊園。札幌市が運営。
- 仙台市葛岡墓園 - 宮城県仙台市青葉区にある霊園。仙台市が設置し、財団法人仙台市公園緑地協会が管理・運営をしている。
- 東山霊園 (郡山市) - 福島県郡山市南東部の丘陵地域にある市営墓地で、都市公園（特殊公園）としての機能も持っている。
- 八事霊園 - 愛知県名古屋市天白区（一部昭和区に跨る）にある墓地。
- 公園墓地　瞑想の森 - 岐阜県各務原市にある市営の公園型墓地。
- 富山霊園 - 富山県富山市にある富山市が運営する墓地。
- 服部霊園 - 大阪府豊中市にある大阪市立の霊園。三島由紀夫の『愛の渇き』にも登場している。
- 福岡中央霊園 - 福岡県大野城市大字牛頸にある公園型墓地。公益財団法人永光墓園により運営されている。
- 池田記念墓地公園 - 創価学会が運営するもので、全国各地にある。
- 清水霊園イスラーム墓地‐イスラム教墓地として日本最大の面積を誇るイスラム教霊園になる。